# Ђирифалко
Ђирифалко (итал. Girifalco) је насеље у Италији у округу Катанцаро, региону Калабрија.
Према процени из 2011. у насељу је живело 5874 становника. Насеље се налази на надморској висини од 453 м.

## Становништво
| 1951. | 1961. | 1971. | 1981. | 1991. | 2001. | 2011. |
| ----- | ----- | ----- | ----- | ----- | ----- | ----- |
| 6.559 | 8.243 | 8.172 | 7.842 | 7.260 | 6.452 | 6.120 |